# Злочевський Микола Владиславович
Микола Владиславович Злочевський (нар. 14 червня 1966, Київ, УРСР) — український бізнесмен, власник газовидобувної компанії Burisma, засновник Міжнародного Форуму з енергетичної безпеки. Колишній член Партії регіонів. Колишній нардеп ВР України, колишній заступник секретаря РНБО.

## Освіта
1983—1991 — служив у радянській армії. 1988 року закінчив Київське вище інженерне радіотехнічне училище (радіоінженер електронної техніки).
2002 — закінчив Міжнародний університет бізнесу і права за спеціальністю «Облік і аудит», а пізніше юридичний факультет Одеської юридичної академії, отримавши тим самим три вищі освіти — військову, юридичну та економічну.
Згідно з рейтингом ТОП-100 найвпливовіших українців, за версією журналу «Корреспондент» у 2011 році, Микола Злочевський зайняв 42 місце. 2016 року журнал «Фокус» визначив Злочевського на 32 місці серед найбагатших українців.
2019 року журнал «НВ» оцінив статки Злочевського у $686 млн (+8 % з 2018 року), поставивши його на № 10 у списку найбашатших українців.

## Бізнес
Мав бізнес-зв'язки із однокурсником Миколою Лісіним і його родичами.
Після звільнення 2014 року з державної служби, повернувся в бізнес, заснована ним 2002 року компанія Burisma Holdings займається газовидобувною діяльністю. Це найбільша приватна видобувна компанія країни.
2 червня 2016 — Burisma, князь Монако Альбер II та Фонд Олександра Кваснєвського Amicus Europae організували форум з енергетичної безпеки — Energy Security for the Future в Монте-Карло (Монако). Другий форум провели 2 червня 2017 року, третій — 1 червня 2018 року.

## Політика
1998—2000 — член Координаційної ради підприємців при Президенті України Леоніді Кучмі. 3 квітня 2002 — обраний народним депутатом IV скл. за списком СДПУ(о).
14 травня 2002-20 травня 2004 — народний депутат України. Входив у фракцію СДПУ (о), член Комітету ВРУ з питань паливно-енергетичного комплексу, ядерної політики та ядерної безпеки. Входив до складу Постійної делегації в Парламентській асамблеї Організації з безпеки і співробітництва в Європі, керував групою з міжпарламентських зв'язків з ОАЕ. Серед законодавчих ініціатив: освіта і функціонування в Україні промислових парків та визначення державної політики підтримки розвитку пріоритетних галузей економіки.
Грудень 2003 — призначений головою Державного комітету природних ресурсів України. Комітет був створений у вересні 2003 року за рішенням РНБО України. За два місяці 2004 року було розроблено та затверджено Кабінетом міністрів України Положення про комітет, його структуру, штатний розпис і створена матеріально-технічна база для його роботи. Була розроблена нова редакція Кодексу про надра, Комплексна програма протизсувних заходів на 2005—2014.
20 травня 2004 — достроково склав депутатські повноваження.
25 травня 2006 — став народним депутатом України V скликання від Партії регіонів під номером 110. Входив до Комітету з питань ПЕК, ядерної політики та ядерної безпеки.
30 вересня 2007 — народний депутат VI скл. від Партії регіонів, член Комітету ВРУ з питань бюджету. Входив до складу парламентської Тимчасової слідчої комісії з питань розслідування фактів порушення посадовими особами державних адміністрацій Київської області Конституції України і чинного законодавства України при наданні та переоформленні прав на земельні ділянки.
25 березня 2010 — голова Державного комітету матеріального резерву України. За зверненням Держкомрезерву Кабінетом міністрів України було дано доручення — Держкомрезерву спільно з Головним контрольно-ревізійним управлінням впродовж квітня-липня 2010 року була проведена перевірка реального стану наявності, умов зберігання, закупівель і відпуску матеріальних цінностей державного резерву на 711 підприємствах — відповідальних зберігачів, в тому числі на 39 підприємствах та організаціях сфери управління Держкомрезерву. Загальна сума збитків склала 7,93 мдрд грн. У червні 2010 року також було розпочато перевірку 9339 підприємств, відповідальних зберігачів мобілізаційного резерву.

### Міністр екології

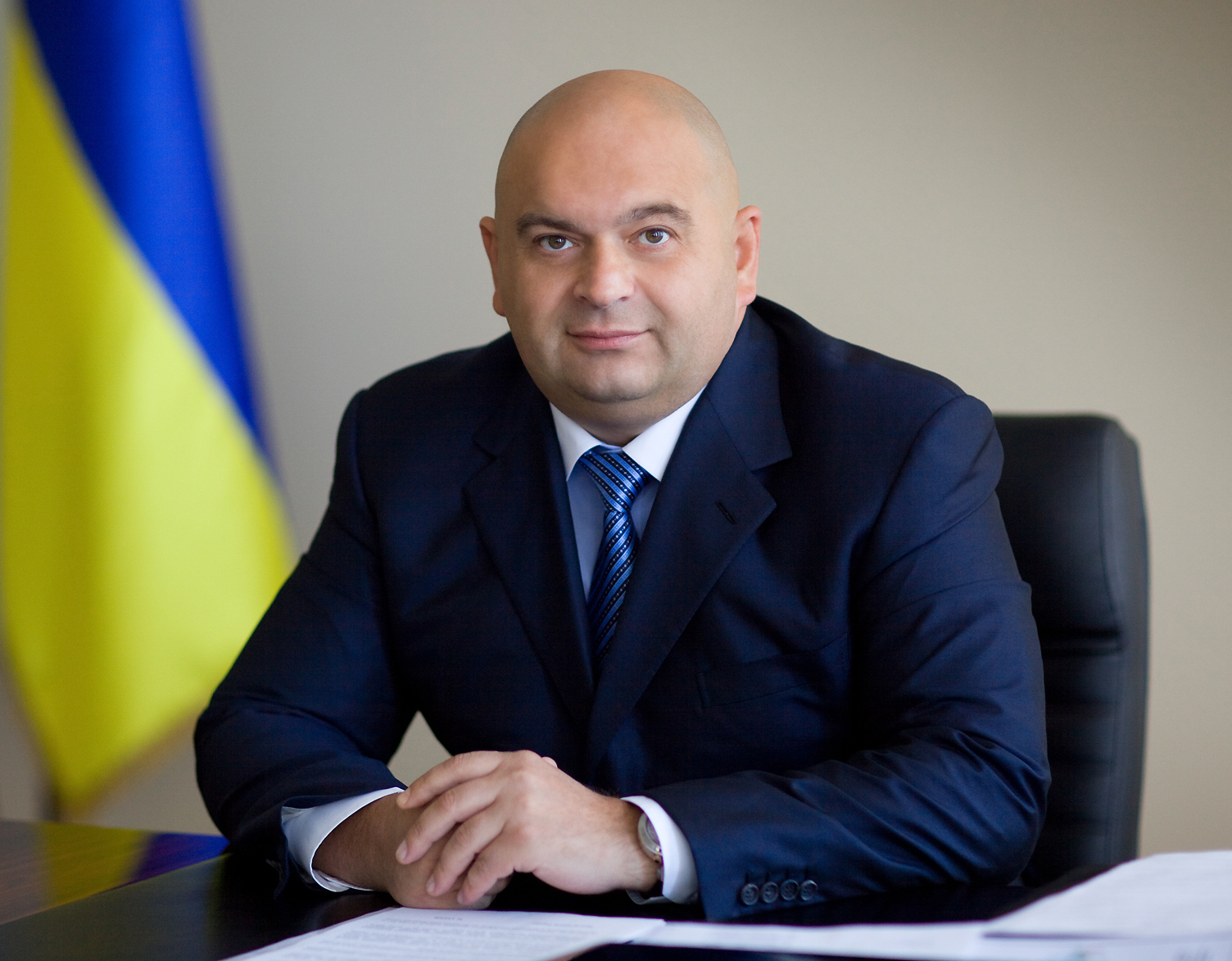
Злочевський 2014 року

2 липня—9 грудня 2010 — Міністр охорони навколишнього природного середовища України.
4 лютого 2011 — достроково припинено повноваження народного депутата України, у зв'язку з особистою заявою та переходом на роботу в Кабінет міністрів України.
З 2010 було розпочато виконання робіт з ліквідації накопичень найбільш небезпечних відходів. За межі України було вивезено 1300 т суміші «Премікс», незаконно ввезеної на територію Закарпатської області, більше 26 тис. тонн непридатних пестицидів, більше 21 тисяч тонн відходів гексахлорбензолу з полігону токсичних промислових відходів в Калуському районі Івано-Франківської області, понад 2700 тонн відходів мононітрохлорбензолу з території державного підприємства «Горлівський хімічний завод». Тільки за 2010 рік вивезено на знешкодження за межі України небезпечних відходів в 2 рази більше, ніж за роки незалежності до 2009 року.
20 квітня 2012 Злочевський подав у відставку: на позицію Міністра екології та природних ресурсів України було призначено Едуарда Ставицького.
На думку президента Польщі (1995—2005) Олександра Кваснєвського, «Злочевський був звільнений через свою незалежну позицію і йому на зміну прийшла людина з клану Віктора Януковича — Едуард Ставицький»,.

### У Раді нацбезпеки

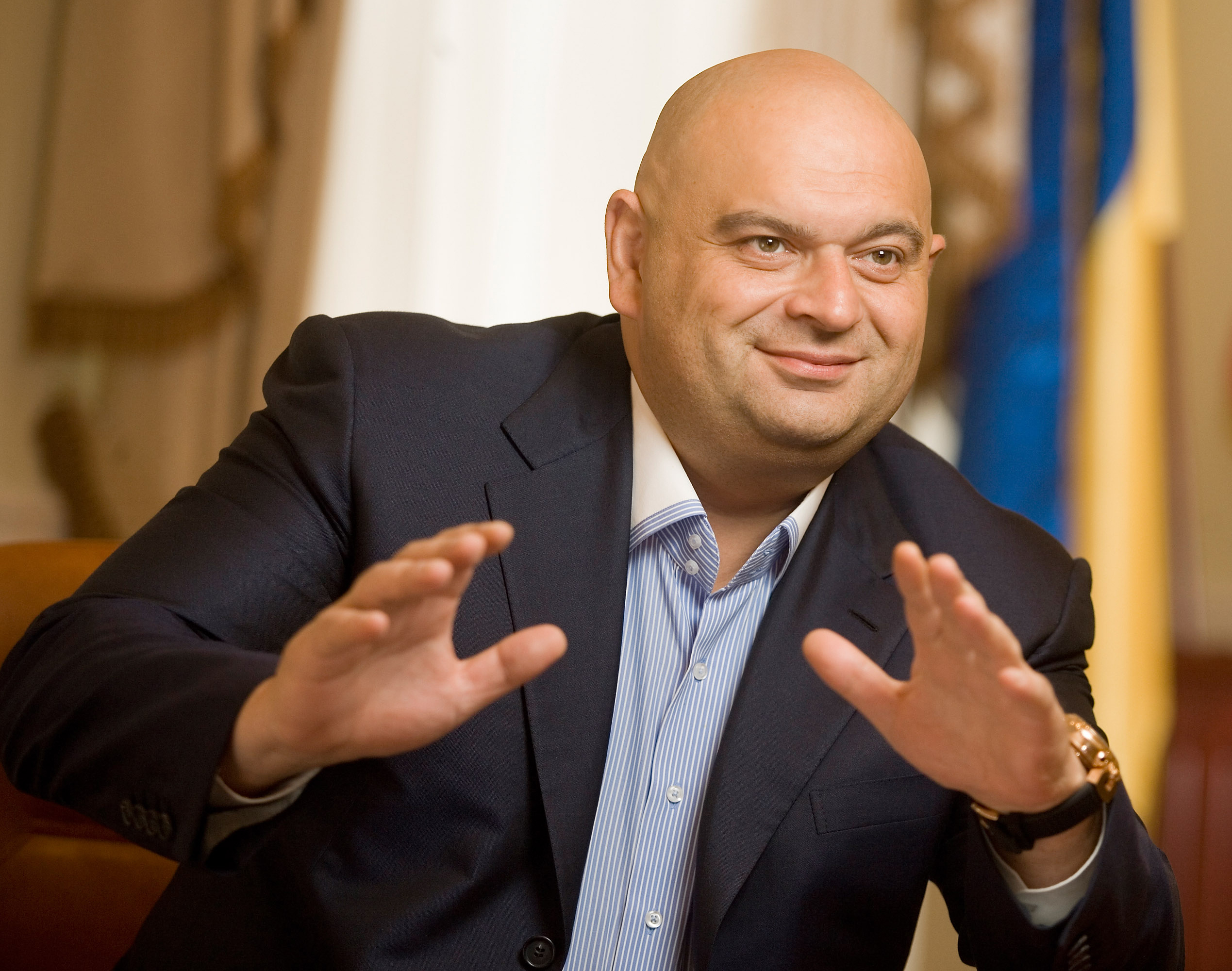
Злочевський 2010 року

23 квітня 2012 — 26 лютого 2014 — заступник секретаря РНБО, очолював Департамент економічної та соціальної безпеки. Департаментом було ініційовано 5 засідань РНБО:
- «Про забезпечення населення якісними та доступними лікарськими засобами»[16];
- «Про нову редакцію Стратегії національної безпеки України»[17];
- «Питання розвитку атомно-промислового комплексу та створення ядерно-паливного циклу в контексті гарантування енергетичної безпеки країни»[18];
- «Про рішення Ради національної безпеки і оборони України від 25 квітня 2013 року» Про результати виконання рішення РНБОУ від 27 лютого 2009 року «Про стан безпеки водних ресурсів держави та Обепеченность населення якісною питною водою в населених пунктах України»[19];
- "Про рішення РНБОУ від 25 квітня 2013 «Про комплекс заходів щодо удосконалення проведення моніторингу навколишнього середовища та державного регулювання у сфері відходів в Україні»[20].

### Купівля нерухомості
З 2023 року родина Злочевських займається купівлею нерухомості. На родичів Злочевського було куплено будівлі збанкрутілого банку «Аркада» в центрі Києва, колишню будівлю «Укрпідшипника», де до 2014 року був офіс Клюєвих. У жовтні 2023 офісний центр на 3 тис. м2 з офісним оснащенням продали за 200 млн грн.

## Кримінальні провадження
З листопада 2019 знаходиться в розшуку в рамках розслідування діяльності компанії Burisma. При цьому в самій справі, за словами генпрокурора Рябошапки, прізвище Злочевського не фігурувало.
12 червня 2020 стало відомо, що САП і НАБУ намагалися підкупити рекордним для України хабарем у 6 млн $ (165 млн грн), намагаючись закрити кримінальну справу, де одним з фігурантів є Злочевський. Справу було відкрито 3 червня 2020, в ній розглядається, зокрема, як Злочевський сприяв заволодінню коштами стабілізаційного кредиту Нацбанку, виданого «Реал Банку». Цим банком володів олігарх Сергій Курченко. За даними слідства, закривши справу, він хотів повернутися до України 14 червня, на день свого народження. Детективи НАБУ задокументували передачу хабаря керівництву НАБУ й голові САП. Помічником у передачі був чиновник управління Фіскальної служби Києва. Сам Злочевський відкидає звинувачення.
1 липня 2020 року Злочевському оголосили підозру у справі про рекордний хабар, слідство підозрює його в організації підкупу керівництва НАБУ і САП. 17 липня Злочевського було викликано до НАБУ на допит, він отримав три повістки.
1 жовтня 2020 року Печерський суд Києва зобов'язав прокурора закрити справу щодо Злочевського, що була відкрита 17 листопада 2014-го. САП оскаржила це рішення й направила його до Апеляційної палати Вищого антикорупційного суду, зазначивши, що це рішення суду не надходило ні до Офісу генпрокурора, ні до САП.
1 серпня 2023 року Вищий антикорупційний суд України визнав винним колишнього міністра екології Миколу Злочевського. Він уклав угоду зі слідством та сплатить 4 тисячі неоподатковані мінімуми — 68 тисяч грн. Крім того, він добровільно віддасть 500 млн грн на дрони для ЗСУ.

## Сім'я
Має двох дочок: Каріну (1991) і Ганну (1999).
Дружина — Наталія Злочевська.
Батько — Злочевський Владислав Валентинович.
Брат — Злочевський Владислав Владиславович, працює в поліції.
Сім'я мала кілька маєтків в Україні та квартири в Києві.